# Pi del Cotxer
Pi del Cotxer (π Aurigae) és una estrella de la constel·lació del Cotxer.
Pi Aurigae és una vermella gegant brillant del tipus M amb una magnitud aparent mitja de +4,30. Està aproximadament a uns 840 anys llum de la Terra. Està classificada com una estrella variable irregular i el seu esclat varia de la magnitud +4,24 a +4,34.